# Lanxi (sockenhuvudort i Kina, Hunan Sheng, lat 25,10, long 111,16)
Lanxi (kinesiska: 兰溪) är en sockenhuvudort i Kina. Den ligger i provinsen Hunan, i den södra delen av landet, omkring 390 kilometer sydväst om provinshuvudstaden Changsha. Antalet invånare är 5 053. Befolkningen består av 2 437 kvinnor och 2 616 män. Barn under 15 år utgör 20,0 %, vuxna 15-64 år 69 %, och äldre över 65 år 9,0 %.
Runt Lanxi är det ganska tätbefolkat, med 179 invånare per kvadratkilometer. Närmaste större samhälle är Taochuanzhen, 7,5 km väster om Lanxi. I omgivningarna runt Lanxi växer huvudsakligen savannskog.
Genomsnittlig årsnederbörd är 2 015 millimeter. Den regnigaste månaden är april, med i genomsnitt 297 mm nederbörd, och den torraste är oktober, med 46 mm nederbörd.